# محسوب العائلة (فلم)
محسوب العائلة هو فيلم مصري عرض عام 1950، بطولة تحية كاريوكا وإسماعيل ياسين، ومن إخراج عبد الفتاح حسن.

## قصة الفيلم
راقصة تتزوج سرًا من شاب ثري، وعندما تعلم عمة الشاب تزوجه من فتاة مستهترة وتدفعه لتطليق الراقصة التي تعكف على تربية ابنتهما، وفي إحدى الحفلات تغني الطفلة وترقص الأم وتكتشف العمة سوء أخلاق الفتاة التي اختارتها زوجة لابن أخيها فتسعى لتلم شمل الأسرة من جديد.

## طاقم التمثيل
- تحية كاريوكا
- إسماعيل ياسين
- نجاة الصغيرة
- دولت أبيض
- محمود المليجي
- زينات صدقي
- سميحة توفيق
- عبد الحميد زكي
- شكوكو الصغير

## فريق العمل
- إخراج: عبد الفتاح حسن
- قصة: منى
- سيناريو وحوار: عبد الفتاح حسن
- مدير التصوير: محمد عبد العظيم
- مونتاج: إحسان فرغل
- إنتاج: أفلام القاهرة
- توزيع: أفلام القاهرة